# Mito Trefalt
Anton Mito Trefalt, slovenski igralec, TV voditelj, urednik, in športni reporter, * 2. november 1939, Kranj, † 23. avgust 2016.
Bil je diplomant nekdanje Akademije za gledališče in nekaj časa je nastopal kot igralec v SNG Drama in pri Odru 57. Kot športni reporter je najprej (1959) delal na radiu, kmalu zatem pa še na televiziji. V zgodovino slovenske televizije se je zapisal kot eden prvih športnih reporterjev na Slovenskem,, to delo je opravljal od 1960 do 1980. Čeprav se je po letu 1980 nehal ukvarjati s športnimi prenosi in svojo energijo preusmeril v razvedrilni program, so se pod njegovim mentorstvom urili mlajši komentatorji športne redakcije, npr. Ivo Milovanovič, ki ima Mita Trefalta poleg Marka Rožmana za svojega najpomembnejšega vzornika. Milovanovič je leta 2015 v intervjuju za MMC o Trefaltu izjavil: »Mito je bil velik improvizator, dober opazovalec in bogat v besednem zakladu.«
Leta 1980 je začel pisati scenarije za razvedrilne oddaje, ki jih je tudi vodil (Naše srečanje, Kolo sreče, Ona in on, Silvestrske oddaje z Avsenikom in Privškom in še mnoge druge). Oddaja Košnikova gostilna je bila na sporedu od leta 1984 do 1987. Zanjo je pisal scenarije ter v njej igral vlogi Prleka Južeka in Gorenjca Janeza Košnika. Zaradi prepleta zabave, ljudskega izročila ter pevske kulture in Košnikovega humorja mu je h gledanju uspelo pritegniti rekordno število gledalcev.
Trefalt je poleg komentiranja športnih prenosov na televiziji vpeljal tri serije trimskih oddaj in leta 1978 zasnoval tudi akcijo z naslovom Brazde vzdržljivosti. Sprva je bila njen pokrovitelj RTV Slovenija, leta 1994 se je preselila v Športno unijo, že nekaj let pa deluje kot športno društvo z istim imenom.
Štiri leta (1991–1995) je vodil razvedrilni program Televizije Slovenija.
V tem času je uvedel številne nove oddaje in angažiral nove zunanje sodelavce, pri tem pa je tudi povečal obseg razvedrilnega programa s 37 na 105 minut dnevno. V program je uvedel Nedeljskih 60, Tvariete, Presodite, Igre brez meja, Po domače, Teater Paradižnik, Mojstri, Roka Rocka, Feydeau: Komedije, Bobenček, Komu gori pod nogami, Hugo, Kolo sreče, Gore in ljudje, List in cvet, ABC ITD, Lingo, Pari, Štiri v vrsto.
V tujini je sodeloval pri več projektih Evrovizije in televizijskih festivalih. Dve leti (1996 in 1997) je predsedoval skupini urednikov za razvedrilo pri Evroviziji. Skupina je v tem času na tekmovanju za evrovizijsko popevko (Eurosong) odpravila ocenjevanje žirij in uvedla glasovanje po telefonu.
Leta 1996 je bil vodja projekta Iger brez meja v Torinu, leto kasneje pa v Budimpešti in Lizboni. Istega leta je predsedoval selekcijski komisiji televizijskega festivala Zlata vrtnica v Montreuxu.
V knjigi Televison: An International History ga pisec Anthony Smith navaja kot avtorja, čigar zabavne oddaje so imele širši kulturni vpliv.
Leta 2000 je vodil kviz Življenjska priložnost na Kanalu A, katerega vodenje je za njim prevzel Borut Veselko, leta 2011 pa po dolgoletni odsotnosti s TV ekranov spet za TV Slovenija prireditev Športnik leta (z Majo Martino Merljak)
Leta 2005 je ustanovil Dobrodelno društvo France Trefalt in začel sodelovati s Slovenskim društvom Hospic. Pozneje je sodelovanje razširil tudi na druga društva in sodeloval s socialnimi službami različnih slovenskih občin in njihovimi župani.
Leta 2012 je prejel viktorja za življenjsko delo.
Poročen je bil z Metko Leskovšek.
Njegov brat Franek je bil igralec in športni komentator, hčerka Špela Trefalt pa je prva Slovenka, ki je doktorirala na Harvard Business School. Zdaj predava menedžment na Simmons School of Management v Bostonu.